# Christian Vilhelm Güldencrone
Christian Vilhelm baron Güldencrone (14. juni 1747 i København – 9. maj 1818) var en dansk officer.
Han var søn af daværende kommandørkaptajn, senere schoutbynacht, baron Jens Güldencrone (1712-1770) og Sophie Regine f. Hjort. Güldencrone fik fændriks udnævnelse 1760, blev 1763 sekondløjtnant i Garden til Fods, 1769 premierløjtnant i Garden og kaptajn af infanteriet, 1773 generaladjudant og ansat ved Kronprinsens Regiment, men afgik 1783 efter ansøgning fra aktiv tjeneste med bibehold af sin løn som ventepenge. 1794 antoges Güldencrone, der 1790 fik oberstløjtnants, 1803 obersts og 1808 generalmajors karakter, på ny til tjeneste som kommandant i Nyborg og forblev her til 1809, da han afskedigedes, som det synes, fordi kongen var misfornøjet med hans konduite under de spanske troppers frafald. 1815 fik han nyt afskedspatent som generalløjtnant. Güldencrone blev kammerherre 1774. Han købte 1782 for 6.500 rigsdaler Rungstedgård i Hørsholm af enken efter maleren Vigilius Erichsen, men solgte 1796 gården, da han skulle flytte til Nyborg.
Han ægtede 28. september 1781 Louise Salome baronesse Wedel-Jarlsberg (født 3. maj 1758), datter af gehejmeråd, baron Frederik Vilhelm Wedel-Jarlsberg (1724-1790) til Ravnstrup og Charlotte Amalie f. Bülow (død 1780), men separeredes 1798 og ægtede 2. gang (13. april 1804) Daniela Claudine Svane (døbt 9. marts 1751 – 23. august 1826), datter af rektor Hans Svane og Edel f. Faber og enke efter 2. ægteskab med rektor Josva Tornø (1744 – 1802). Han døde 9. maj 1818.